# François de Malherbe
François de Malherbe (Caen, 1555-París, 16 de octubre de 1628) fue un poeta, crítico y traductor francés.

## Biografía

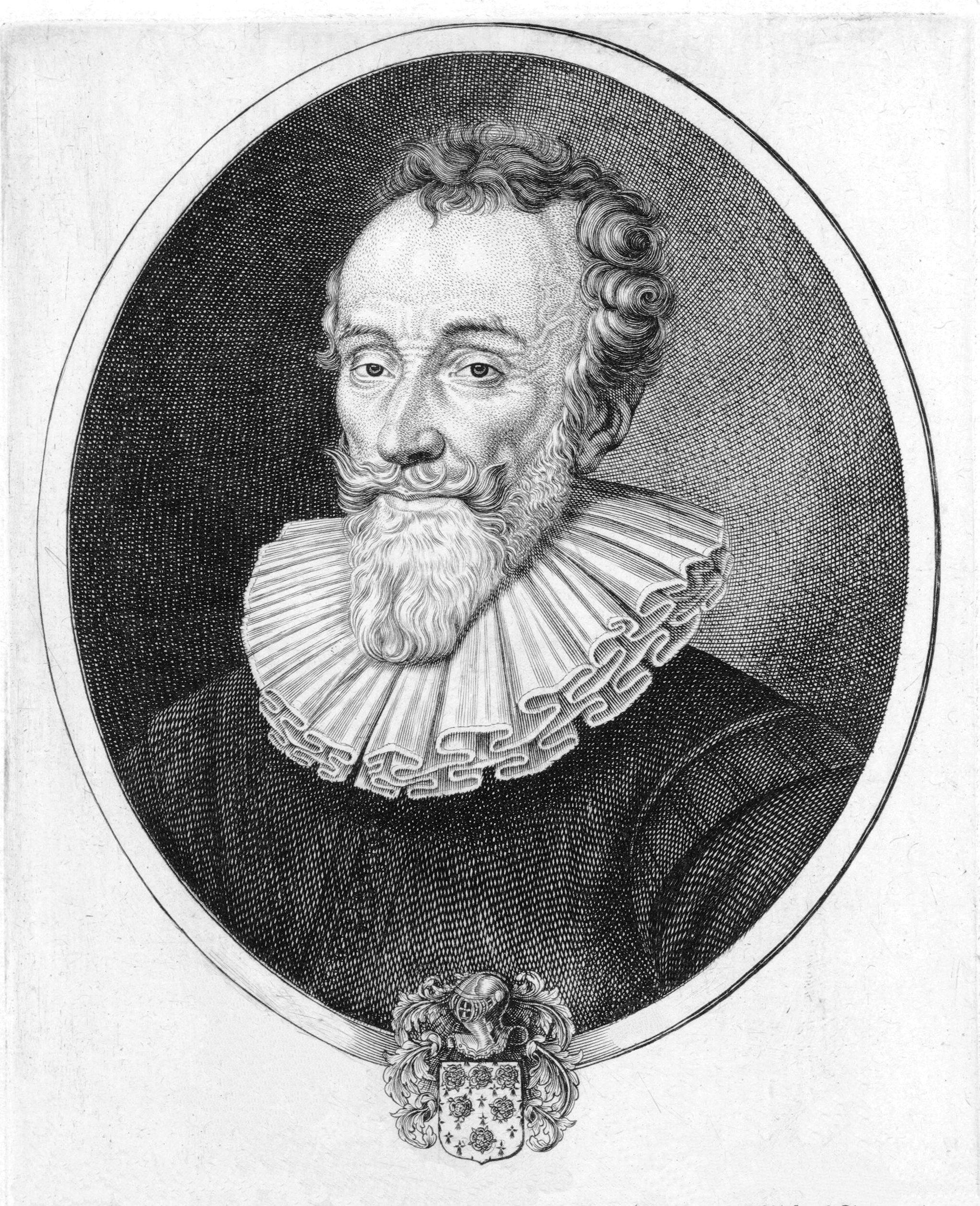
François de Malherbe.

Nació en Caen, su familia tenía cierta posición social. El poeta fue el hijo mayor de François de Malherbe, Consejero del Rey en la magistratura de Caen. Fue educado en Caen, París, Heidelberg y Basilea. A los veintiún años, en Provenza, sirvió como secretario al príncipe Henri d'Angoulême, hijo natural de Enrique II de Francia. Allí se casó en 1581. Al parecer, escribió algunos versos en este período, pero, a juzgar por una cita de Tallemant des Réaux, debieron ser muy malos.
Su empleador falleció mientras él estaba en una visita a su provincia natal, y durante algún tiempo no tuvo un empleo en particular, aunque por algunos versos de encargo obtuvo una considerable recompensa en dinero de Enrique III de Francia. Se casó con la hija de un Presidente del Parlamento. En este período, Malherbe vivía entre Provenza y Normandía, y se sabe muy poco de su vida. Sus Lágrimas de San Pedro, aparecieron en 1587.
En 1600, presentó a María de Médici una oda de bienvenida, el primero de sus poemas de mérito. Pero transcurrieron cuatro o cinco años más antes que su suerte cambiara. Su compatriota, el Cardenal Du Perron lo presentó ante Enrique IV de Francia y aunque al principio no mostró un gran interés por el poeta, contento con el Plegaria por el ret que viaja al Lemosín lo convocó a la corte, en la que fue el poeta oficial durante el resto del reinado, durante la regencia de María de Médici y hasta su muerte bajo el reinado de Luis XIII. Se dice que la pensión que se le prometió no fue pagada hasta el siguiente reinado. Su padre murió en 1606 y heredó.
A partir de entonces, vivió en la corte, junto con su mujer pero viéndose sólo ocasionalmente. Como poeta oficial, celebra los acontecimientos políticos y al cardenal Richelieu. Se rodea de discípulos fieles, como Racan y Mainard y se convierte en el guardián de la pureza del lenguaje poético. Su vejez se vio entristecida por un gran infortunio. Su hijo, Marc-Antoine, murió en un duelo en 1626. Malherbe acudió al asedio de La Rochelle para pedir justicia al rey Luis XIII, pero no consiguió que se castigara a los culpables y murió poco después en París. 
François murió en París el 16 de octubre de 1628 a la edad de setenta y tres años.

## El teórico
Independientemente del valor de su obra literaria, en la que hay obras de mérito, la mayor relevancia de Malherbe está en su faceta de teorizador. Cabe destacar que fue, junto a Claude Favre Vaugelas y la Academia Francesa, uno de los abanderados en el proceso dedicado a imponer en Francia el francés hablado por la nobleza en detrimento de las variantes populares. En sus ataques hacia los excesos ni siquiera se librará su obra de juventud, las Lágrimas de San Pedro. Desde su postura filosófica purista, atacará a los seguidores del italiano Marin, como también a todas las lenguas extranjeras y más, a todas las variantes provinciales del francés, defendiendo únicamente la lengua <<culta>> que se escribía en su entorno social. 
En su producción literaria evolucionará desde la exuberancia barroca hacia una sobriedad clásica. Lo más importante para este escritor fue la técnica, no la inspiración. La escuela de Malherbe llevó a la poesía francesa a unos extremos de gran depuración técnica, pero a veces escasa de genialidad y sentimiento.
Malherbe no redactó ningún tratado poético, se puede recopilar su ideario de las correcciones de la obra de Desportes. Según él, la poesía debe basarse en la contención y la claridad. El rigor y la armonía son para él más adecuadas para la poesía que los excesos verbales. Es valioso destacar que esta postura se corresponde con el contexto político en el cual vivió y la posición social que representaba en ese contexto. Por otro lado, es prescriptivo e intransigente, y tuvo un gran seguimiento por una parte de los literatos. 
El teórico Boileau, glosa la figura de Malherbe como la de un regenerador de una poesía perdida en excesos, en los versos de su Arte Poética de 1674: 
Y llegó Malherbe, el primero en Francia

que hizo versos de perfecta cadencia.